# Selección de rugby de Islas Turcas y Caicos
La selección de rugby de Islas Turcas y Caicos,  representa al territorio británico de ultramar en las competiciones oficiales de rugby.
Esta regulada por la Turks and Caicos Islands Rugby Football Union.
Está afiliado a Rugby Americas North, la confederación norteamericana en la cual compite oficialmente desde 2013.

## Palmarés
- Rugby Americas North Cup (2): 2017, 2019

## Participación en copas

### Copa del Mundo
- no ha clasificado

### Rugby Americas North Championship
- RAN Championship 2013: Fase clasificatoria zona norte

### Rugby Americas North Cup
- RAN Cup 2014: 4° puesto zona norte (último)
- RAN Cup 2015: 3° puesto zona norte (último)
- RAN Cup 2017: Campeón
- RAN Cup 2019: Campeón Zona norte